# 布伦瑞克宣言

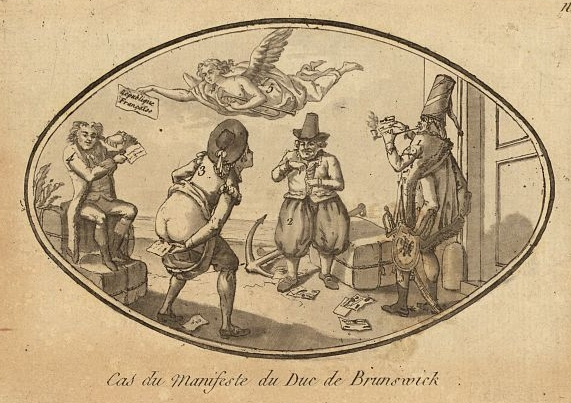
布倫瑞克宣言（由匿名法國漫畫家繪）

布伦瑞克宣言也称布伦斯威克宣言，是一份由普奥反法联军总司令布倫瑞克公爵卡尔·威廉·斐迪南在1792年7月25日致法国革命战争时期巴黎人民的一份公告。该布告威胁如果任何法国王室的成员受到任何伤害，法国平民将因此受到严厉的报复。这项布告的目的是为了恐吓巴黎，却反倒加剧了人民的革命热情。

## 背景
1792年4月20日，法兰西革命政府对奥地利宣战；很快，于4月28日，法国入侵奥属尼德兰（今日的比利时）。然而，这次入侵在几天内就被击退。普鲁士也加入了对法战争，7月30日普奥联军攻入法国境内，期望借此攻克革命的大本营巴黎。

## 布伦瑞克宣言
7月25日，布伦瑞克公爵发布了布伦瑞克宣言。布告保证如若法国王室安然无恙，联军将不会伤害任何法国平民或对他们进行劫掠。然而，一旦羞辱法王室的暴力行动付诸实施的话，联军将将巴黎夷为平地。这份宣言主要由布伦瑞克军中的法国保王军领导者孔代亲王起草，试图威胁巴黎就范。8月1日，这份布告的消息迅速在巴黎流传。许多群众相信布伦瑞克宣言是路易十六与联军勾结的最后一个证据。同样在8月1日，普鲁士军队在科布伦茨附近渡过莱茵河；因此，法兰西国民公会要求全体公民做好战争准备。

## 影响
布伦瑞克宣言不但没有成功逼迫人民就范，反倒促成了激烈行动的发生，使得人民对联军义愤填膺。同时，该宣言也逼迫革命者采取进一步行动，那就是发动起义。8月10日愤怒的群众冲入杜伊勒里宫，守卫该宫的瑞士卫队遭到屠杀。尽管在8月末和9月初，法军在一系列的小规模战斗中遭遇失败，然而，在9月20日的瓦尔密战役中，普奥联军被法国革命民兵成功击退。在这次胜利之后，普军被赶出了法国。